# Antal Nagy (calciatore 1944)
Antal Nagy (Budapest, 16 maggio 1944) è un ex calciatore ungherese, di ruolo attaccante.

## Carriera

### Club
Fu capocannoniere del campionato belga nel 1969.

### Nazionale
Tra il 1966 ed il 1967 ha giocato 3 partite con la Nazionale ungherese.

## Palmarès

### Club

#### Competizioni nazionali
- Coppa d'Ungheria: 1

Honved: 1963-1964
- Campionato belga: 1

Standard Liegi: 1968-1969